# ملكة جمال سوريا
ملكة جمال سوريا  هي مسابقة جمال وطنية للنساء في سوريا. بدأت سنة 1952 وكانت أول من حصلت على اللقب أنذاك هي السريانية ليلى تيريز توما. أول مشاركة في المسابقات العالمية كانت عام 1965 بمشاركة ريموندي دوكو على لقب ملكة جمال العالم. وبعدها فريال جلال عام 1966 في نفس المسابقة. وبعدها توقفت المسابقة في سوريا حتى إشعار آخر.